# 盆唐区

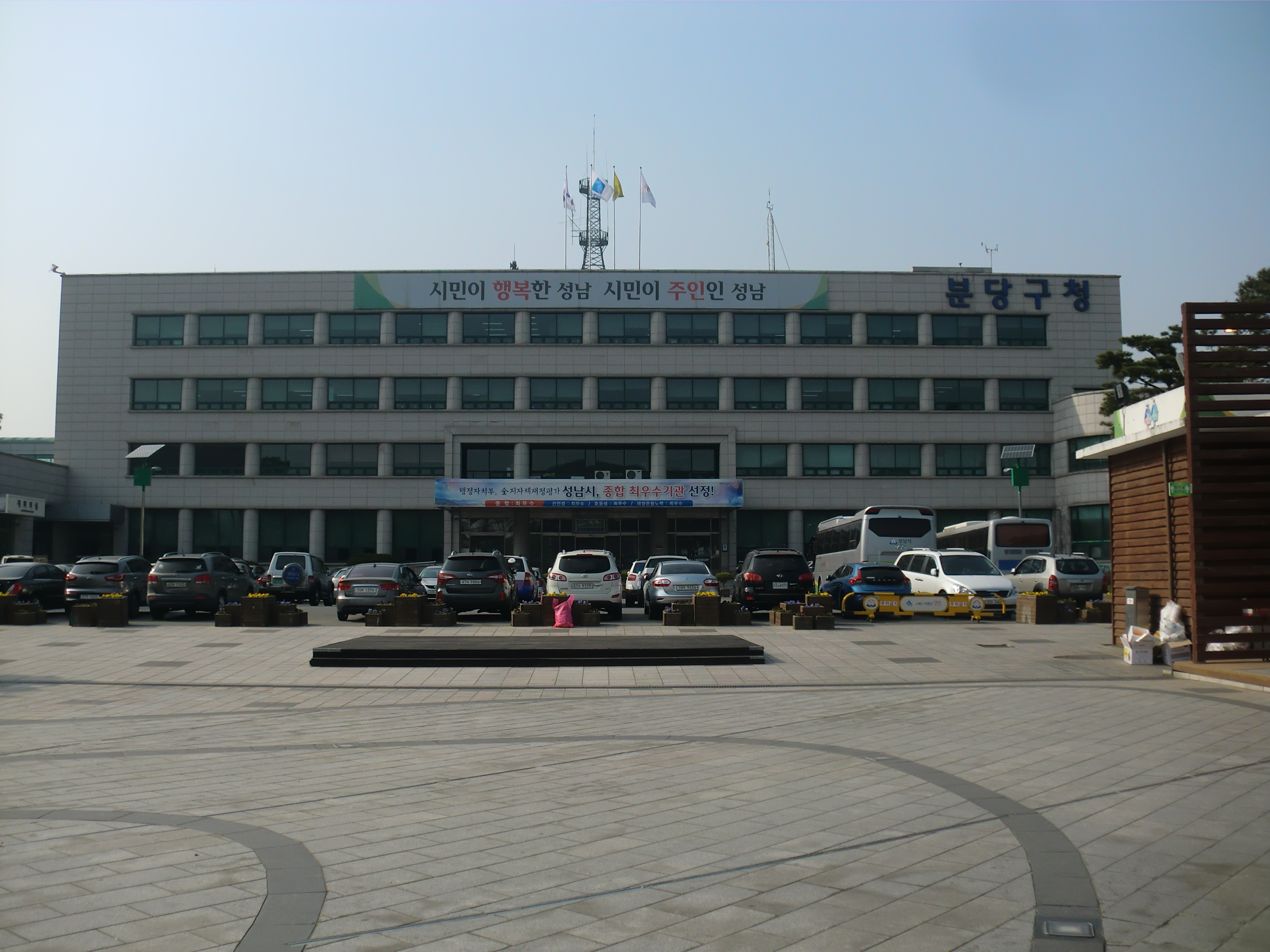
盆唐区庁

盆唐区（プンダンく、ブンダンく）は、大韓民国京畿道城南市南部に位置する区である。

## 地理
東には広州市、北東には中院区、北西には寿井区、西には義王市、南には龍仁市が、それぞれ接する。

## 歴史
1989年6月、政府の盆唐ニュータウン開発計画により、開発事業所が設置。翌1991年9月に中院区から分区して発足した。

## 行政区画

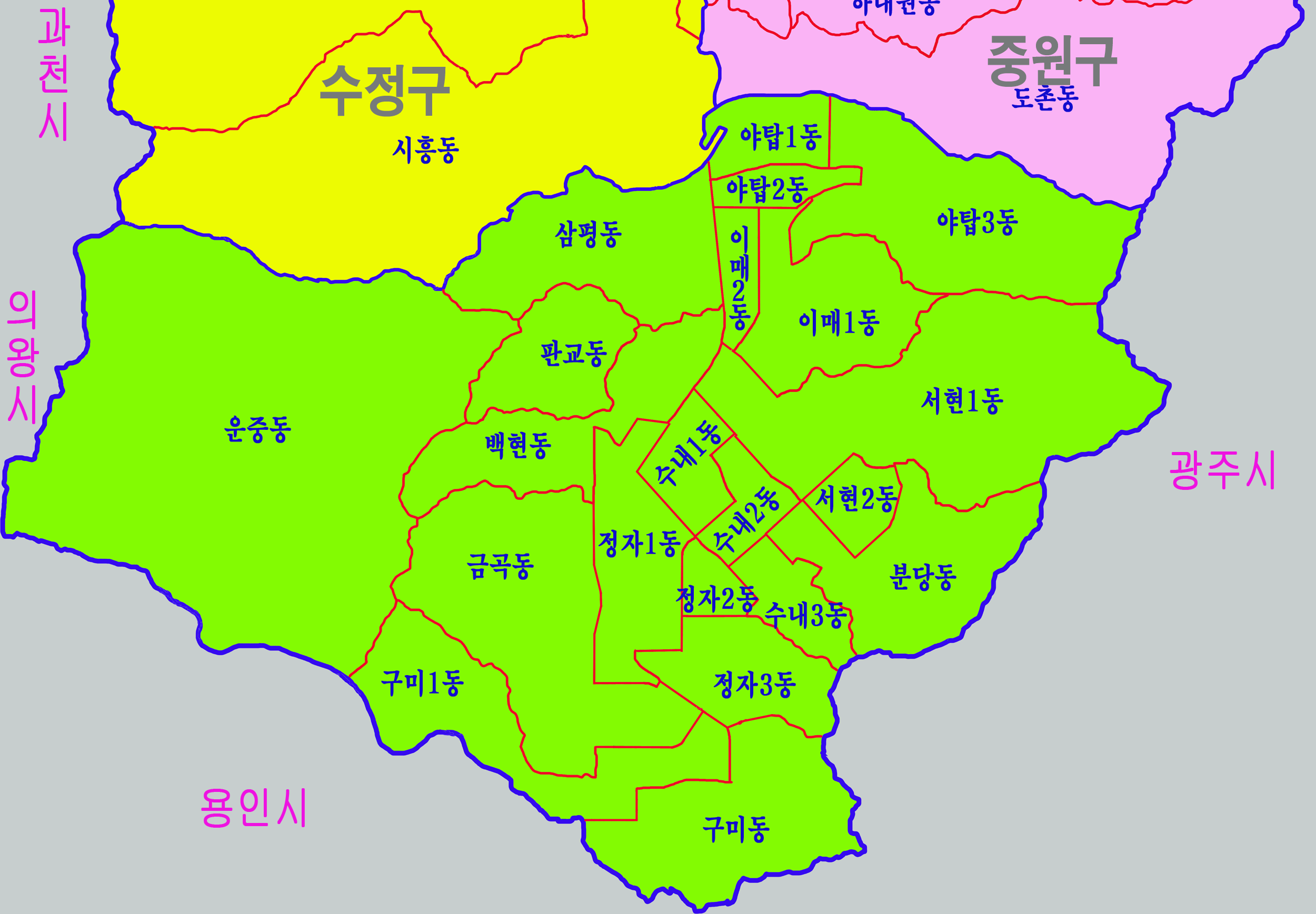
行政区域図

盆唐区は13の洞に分かれる。
| 行政洞  | 法定洞                                 |
| ------- | -------------------------------------- |
| 盆唐洞  | 盆唐洞                                 |
| 九美洞  | 九美洞                                 |
| 九美1洞 | 東遠洞、九美洞                         |
| 金谷洞  | 金谷洞、宮内洞                         |
| 二梅1洞 | 二梅洞                                 |
| 二梅2洞 | 書峴洞、二梅洞、野塔洞、三坪洞、柏峴洞 |
| 亭子洞  | 亭子洞                                 |
| 亭子1洞 | 亭子洞                                 |
| 亭子2洞 | 亭子洞                                 |
| 亭子3洞 | 亭子洞                                 |
| 板橋洞  | 板橋洞、柏峴洞                         |
| 書峴1洞 | 栗洞、書峴洞                           |
| 書峴2洞 | 書峴洞                                 |
| 薮内1洞 | 薮内洞                                 |
| 薮内2洞 | 薮内洞                                 |
| 薮内3洞 | 薮内洞                                 |
| 雲中洞  | 雲中洞、大庄洞、石雲洞、下山雲洞       |
| 野塔1洞 | 野塔洞                                 |
| 野塔2洞 | 野塔洞                                 |
| 野塔3洞 | 野塔洞                                 |
| 三坪洞  | 三坪洞                                 |
| 柏峴洞  | 柏峴洞                                 |

## 経済
韓国のインターネット検索サービス大手企業ネイバーの本社機能が、同区内に置かれている。

## 交通

### 鉄道
韓国鉄道公社
- 盆唐線
  - 野塔駅 - 二梅駅 - 書峴駅 - 薮内駅 - 亭子駅 - 美金駅 - 梧里駅
- 京江線
  - 板橋駅 - 城南駅 - 二梅駅

新盆唐線・京畿鉄道
- 新盆唐線
  - 板橋駅 - 亭子駅 - 美金駅

GTX-A運営
- 首都圏広域急行鉄道A路線
  - 城南駅

## 出身もしくは関連のある人物
- 李完用（李氏朝鮮時代の当該地域で出身）
- イ・ウンジュ（元居住者）
- ギュジン（NMIXX）
- チェ・ヨンジュン (TXT)

## 教育
- SK電信Access研究院